# Umjetni život
Umjetni život, (često skraćeno na engl. kao alife, od artificial life) je polje izučavanja i oblik umjetnosti koje proučava sustave koji se odnose na život, njegove procese i evoluciju kroz simulacije rabeći računalne modele, robotiku i biokemiju (zvani "programskim" "soft" (od programska podrška), "sklopovskim" (od sklopovlje), i "mokrim" pristupima).  Umjetni život nadopunjuje tradicionalnu biologiju pokušavajući "rekreirati" biološke fenomene umjesto da ih rastavi.  Zbog svoje svezastupljenosti unutar polja, naziv "umjetni život" se često rabi u smislu programski ostvarenog umjetnog života.

## Vanjske poveznice
- International Society for Artificial Life (ISAL)
- Artificial Life (časopis)  Arhivirana inačica izvorne stranice od 16. ožujka 2006. (Wayback Machine)
- Biota.org Online Magazine and Podcast
- Grey Thumb Artificial Life Blog  Arhivirana inačica izvorne stranice od 14. prosinca 2005. (Wayback Machine)
- Biota Interview with Jay Lemmon on this Wikipedia entry (MP3)  Arhivirana inačica izvorne stranice od 29. lipnja 2007. (Wayback Machine)
- 9th European Conference on Artificial Life (ECAL 2007)